# Inclusas de Madrid
Las inclusas de Madrid son un conjunto de instituciones y edificios que a lo largo de la historia de la ciudad, desde el siglo xvi al xx, han atendido como servicio de beneficencia el cuidado, manutención, crianza y educación de niños abandonados, cubriendo un servicio mixto entre la puericultura, la pedagogía y la caridad. En ocasiones aparecen como sinónimo de casa de socorro, casa de acogida, casa de maternidad, hospicio y orfanato.

## Historia y establecimientos

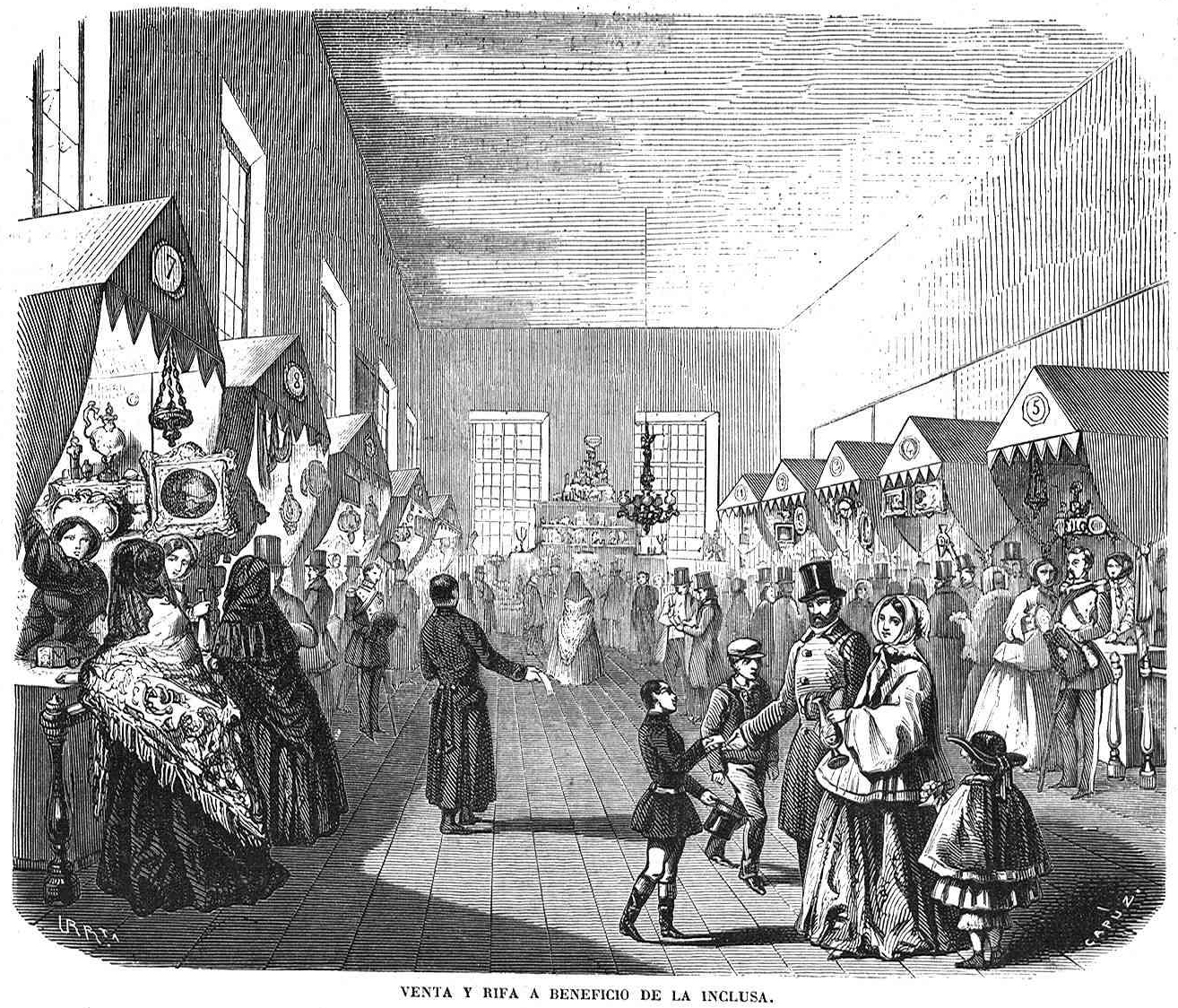
«Venta y rifa a beneficio de la inclusa» (El Museo Universal, 1857)

Cronistas de la villa y autores clásicos dan como precedente de la inclusa madrileña el «hospitalillo» establecido en 1586, en las casas que entre las calles de Preciados y del Carmen, junto a la Puerta del Sol tenía la cofradía de Nuestra Señora de la Soledad y de las Angustias fundada en el convento de la Victoria en 1567. El propósito, subrayado el 8 de mayo de 1572 por real decreto, era dedicar los fondos sobrantes de la cofradía «al recogimiento de niños expósitos, abandonados en los portales y atrios de iglesias á la caridad pública». Además de los bebés depositados en aquel «Refugio», el «hospitalillo» acogió a las matronas y los expósitos procedentes de otras instituciones de beneficencia como los Desamparados (casas de socorro), la Casa de la Esperanza o el Hospital de la Pasión, que por tal servicio de auxilio abonaban 18 reales de vellón mensuales.
Mesonero Romanos, cronista y bibliotecario perpetuo de la villa de Madrid, en sus Paseos histórico-anecdóticos por las calles y casas de esta villa, publicados en 1861, describe así el asentamiento de la inclusa madrileña: 

En la calle del Mesón de Paredes (en que estaba la casa del conde del mismo título), existe, a su número 74 el precioso establecimiento de beneficencia titulado de la Inclusa, casa de Expósitos, cuya dirección corre a cargo de la Junta de Señoras, y es de tan alta importancia, que suelen ingresar en ella anualmente más de 1.600 criaturas, existiendo siempre, un año con otro,
más de 4.000. (...) Esta excelente institución tuvo principio en 1572 por la piadosa cofradía titulada de Nuestra Señora de la Soledad, sita en el convento de la Victoria; tuvo primero su casa e iglesia en la Puerta del Sol, entre la calle de Preciados y del Carmen; después se trasladó a la del Soldado, en el edificio conocido por el nombre de Galera Vieja, que hoy no existe, y, ya entrado este siglo, vino a ocupar el edificio que hoy ocupa, y que, aunque no todo lo espacioso y bien dispuesto que requiere tan importante establecimiento, es, sin embargo, muy digno de ser visitado por su buena distribución, organización y gobierno. (...) Más abajo, en la misma calle de Embajadores, está el colegio de niñas huérfanas, llamado de la Paz, unido al piadoso establecimiento de la Inclusa, situado a la espalda, en la calle de Mesón de Paredes. Este colegio está destinado a recibir y educar en él a las niñas expósitas en aquél, desde que cumplen la edad de siete años, y uno y otro establecimiento corren a cargo de una Junta de Señoras de la primera nobleza. Es una filantrópica y excelente institución, fundada en 1679 por la señora doña Ana Fernández de Córdoba, duquesa de Feria, y dirigida con notable acierto por la expresada Junta de Señoras.
Mesonero Romanos

Como explica el cronista, desaparecida la cofradía de Nuestra Señora de la Soledad y de las Angustias en 1654, la «Junta de Señoras de la primera nobleza» trasladó la administración de la inclusa a la “Galera Vieja”, en la calle del Soldado, que a partir de 1818 se instituyó como cárcel de mujeres durante unos años.

### El inventario de Monlau
En su Madrid en la mano ó El amigo del forastero, manual publicado en 1850, Pedro Felipe Monlau cataloga los siguientes hospicios o «asilos de la edad infantil»:

#### La Inclusa de Mesón de Paredes

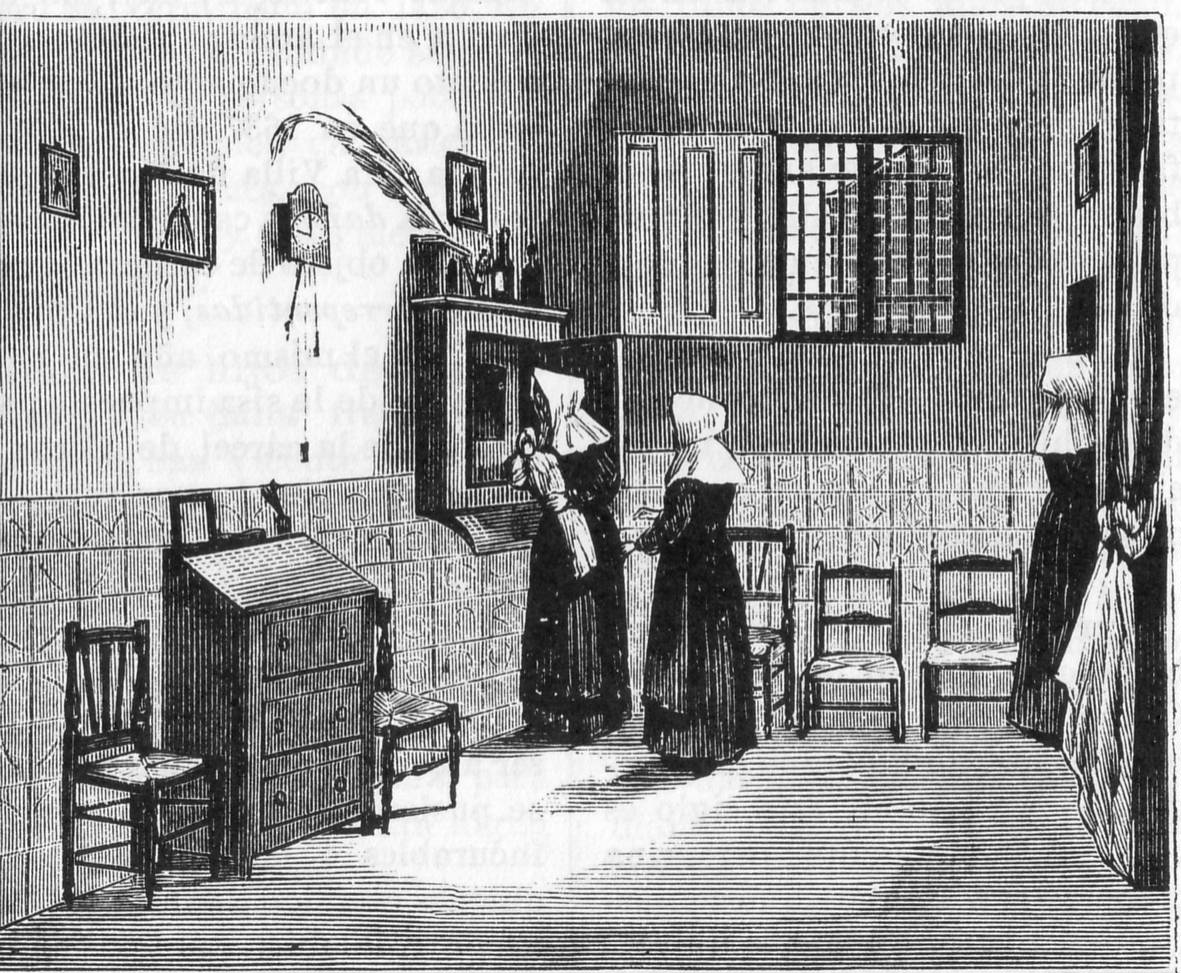
Sala del torno de la Inclusa de Madrid en 1861, por Francisco Ortego.

Habilitada en el número 74 de la calle del Mesón de Paredes, la más popularmente reconocida como Inclusa de Madrid, acogía –además de los recién nacidos dejados de forma anónima en el “torno” de la portería, o los confiados a la administración del centro–, también a los expósitos de otros tornos, como los del Refugio, el Hospital de Incurables, o los tornos de extramuros en la Virgen del Puerto, y detrás de la plaza de Toros. Asimismo, son acogidas en esta Inclusa central de Madrid «las criaturas procedentes de los pueblos de la provincia, (...) pagando su conductor 4 ducados con arreglo á lo dispuesto por real órden. Los expósitos son criados en la misma casa o fuera de ella: los más son criados fuera, por amas á quienes se retribuye con una mensualidad proporcionada. Así, en 31 de diciembre de 1849 había 3.976 expósitos de todos sexos, y solo 254 se criaban en la casa. Esta medida y otras varias no menos importantes son necesarias para disminuir la increíble mortandad que se nota en estas casas siempre que se acumula crecido número de expósitos. Desde el año de 1787 hasta el de 1843 entraron en la Inclusa 65.580 criaturas, de las cuales fallecieron 54.847, sobreviviendo tan solo 10.733».

#### El colegio de los Desamparados
Fundado hacia 1600 y situado en el número 117 de la calle de Atocha, el colegio de los Desamparados, también llamado segunda casa de socorro, fue la institución a la que se trasladaban los niños incluseros varones al cumplir los siete años, además de todos aquellos que en ella depositase la Junta de Beneficencia. Anota Monlau que «a fines de 1849 existían en este colegio 374 niños», y denuncia los escasos ingresos del colegio, cuyos gastos alcanzaban los «400.000 reales anuales, y las rentas, por todos conceptos, apenas pasan de 160.000».

#### El colegio de la Paz
Anexo a la Inclusa de Mesón de Paredes, pero con entrada por la calle de Embajadores número 41, y continuador del fundado en 1679. El Colegio de Nuestra Señora de la Paz era la institución complementaria del de los Desamparados, pero dedicado a la educación de las niñas incluseras a partir de los siete años de edad. Estuvo, como la propia Inclusa, gobernado por las hermanas de la caridad. Allí, las niñas, aprendían los oficios de costura o de labores del hogar, y permanecían en el centro hasta que se casaban, encontraban una casa donde servir, o a veces se quedaban trabajando en el centro de por vida. Un tercio de las ganancias que generaban con su trabajo se reservaba y se les dejaba como dote en el caso de que contrajeran matrimonio.
El censo de Monlau informa de que a finales de 1849 había en el colegio 103 niñas, y fuera de él aunque dependientes del centro, 288 niñas (que por lo general has sido solicitadas por las amas que las criaron, «u otras personas de suficientes garantías, á juicio de la autoridad».

#### Escuelas de párvulos
Monlau incluye en su inventario de asilos infantiles «las salas de asilo que acogen de día á los niños menores de familias pobres, dándoles la instrucción rudimentaria, y dejando á sus padres con la libertad y seguridad necesarias para trabajar y ganar el sustento»; y anota que dichos centros fueron promovidos en 1838 por la Sociedad para propagar y mejorar la educación del pueblo, y sufragados por suscripción voluntaria de 20 reales anuales. Monlau menciona tres escuelas parvularias, la llamada de Virio (en memoria de un español establecido en Alemania, que donó cuarenta mil reales para su fundación) y habilitada en la calle de Atocha número 115, en la casa del Beaterio de San José. Las otras dos escuelas las sitúa el cronista en la calle del Espino y en la calle de Velarde.

#### Hospicio de San Fernando
Considerado la primera casa de socorro, con sede histórica en la calle de Fuencarral número 84, el hospicio de San Fernando fue fundado por Mariana de Austria, segunda esposa de Felipe IV, en 1668, inicialmente en la calle de Santa Isabel. Este centro de beneficencia admitía pobres de ambos sexos, disponiendo de fábricas donde trabajaban los acogidos, incluidos muchachos y ancianos.

#### Asilo de mendicidad de San Bernardino
Fue creado en 1834, a raíz de una epidemia de cólera, en el antiguo convento de San Bernardino, extramuros de Madrid, como depósito de mendigos, por iniciativa del marqués viudo de Pontejos. Es mencionado por Vicente Blasco Ibáñez, en La horda (1905): "Habían entrado en el camino viejo que conduce de Madrid a la Patriarcal de San Martín. Por este camino bajaban, al caer la tarde, las mendigas de las afueras para recoger la sopa en el Asilo de San Bernardino".
El inventario de Monlau incluye además los centros benéficos del Hospital de Santa Catalina de los Donados (en la calle de los Donados número 4), y del Colegio de San Ildefonso (o de los Doctrinos), de la carrera de San Francisco número 3, fundado en 1478 para la acogida y educación de «40 niños huérfanos naturales de la villa».

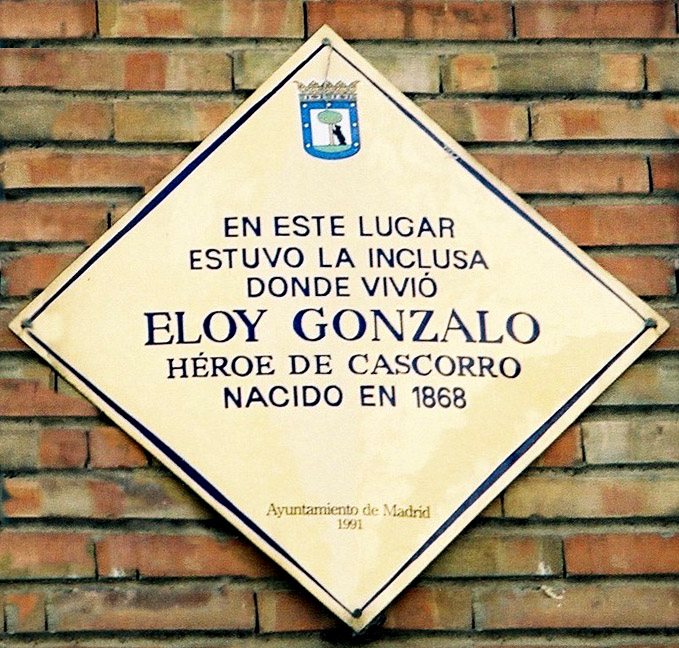
Placa en la calle del Mesón de Paredes.

## Ilustres incluseros
Uno de los más distinguidos fue Eloy Gonzalo (supuesto héroe de Cascorro), como recuerda en la fachada de la antigua Inclusa de la calle del Mesón de Paredes una placa recordatoria del Ayuntamiento de Madrid.